# 청량 음료

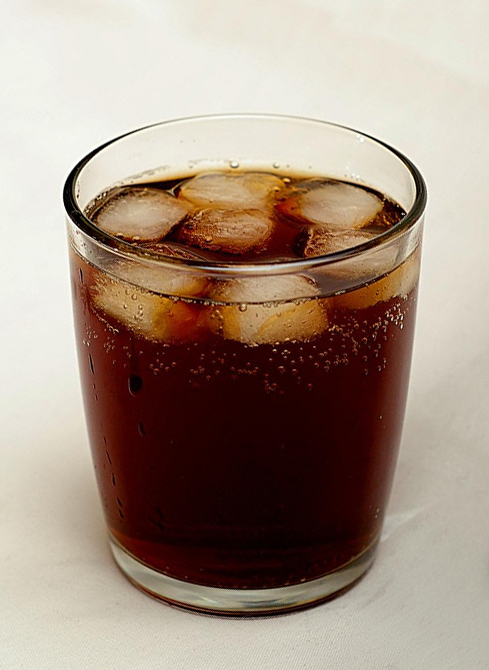
텀블러에 각얼음을 넣어 제공된 콜라

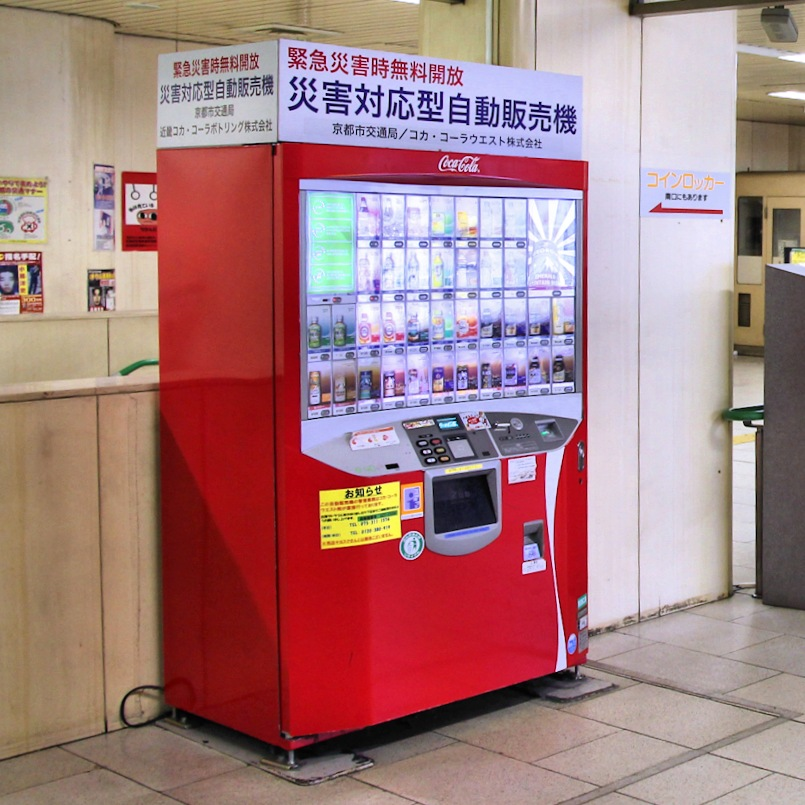
일본에 있는 청량음료 자동 판매기

청량 음료(淸涼飮料, 영어: soft drink)는 일반적으로 (반드시 그런 것은 아니지만) 탄산을 포함하고 감미료를 첨가한, 알코올이 없는 음료이다. 과거에는 천연 향료가 사용되었지만, 지금은 인공 향료도 사용된다. 감미료는 설탕, 액상과당, 과일 주스, 설탕 대체 첨가물 (다이어트 음료의 경우) 또는 이들의 조합일 수 있다. 청량 음료에는 카페인, 색소, 보존제 및 기타 성분도 포함될 수 있다. 커피, 차, 우유, 코코아, 가공하지 않은 과일 및 채소 주스는 청량 음료로 간주되지 않는다.
청량 음료는 "하드" 알코올 음료와 대비되는 "소프트" 비알코올 음료이다. 청량 음료에는 소량의 알코올이 포함될 수 있지만, 많은 국가 및 지역에서 음료의 총 부피(ABV)의 0.5% 미만이어야 한다 그래야 해당 음료가 알코올 음료로 간주되지 않는다. 청량 음료의 예로는 레몬-라임 음료, 오렌지 소다, 콜라, 포도 소다, 크림 소다, 진저 에일 및 루트 비어 등이 있다.
청량 음료는 차갑게, 각얼음과 함께, 또는 실온으로 제공될 수 있다. 캔, 유리병, 플라스틱병 등 다양한 용기 형태로 제공된다. 용기는 작은 병에서부터 여러 리터짜리 대형 용기까지 다양한 크기로 나온다. 청량 음료는 패스트푸드점, 영화관, 편의점, 캐주얼 다이닝 레스토랑, 전문 소다 매장, 자동 판매기 및 바의 소다 분수 기계에서 널리 판매된다.
1767년 조지프 프리스틀리가 탄산수를 발명한 지 10년 만에 유럽의 발명가들은 그의 개념을 사용하여 더 많은 양의 음료를 생산했다. 그 중 한 명인 J. J. 슈베페는 1783년 슈웹스를 설립하고 세계 최초의 병에 담긴 청량 음료를 판매하기 시작했다. 19세기에 설립된 청량 음료 브랜드로는 1845년 R. 화이트 레모네이드, 1885년 닥터페퍼, 1886년 코카콜라가 있다. 그 이후의 브랜드로는 펩시, 아른부르, 스프라이트, 환타, 세븐업, RC 콜라 등이 있다.

## 용어
"청량 음료"라는 용어는 음료 산업의 한 범주이며, 제품 라벨링 및 레스토랑 메뉴에서 널리 사용되며, 일반적으로 완곡한 표현으로 비알코올을 의미한다. 그러나 많은 국가에서 이러한 음료는 팝, 쿨 드링크, 탄산 음료, 콜라, 소다 또는 소다 팝과 같은 지역 이름으로 더 일반적으로 불린다. 다른 덜 사용되는 용어로는 탄산 음료, 탄산 주스, 롤리 워터, 셀처, 콜라, 토닉, 미네랄 등이 있다. 일반적인 청량 음료의 높은 설탕 함량 때문에 '달콤한 음료'라고도 불린다.
미국에서는 2003년 하버드 방언 조사에서 가장 흔한 9가지 이름의 사용을 추적했다. 응답자의 절반 이상이 "소다"라는 용어를 선호했는데, 이는 미국 북동부, 캘리포니아, 밀워키 및 세인트루이스 주변 지역에서 지배적이었다. 응답자의 25%가 선호한 "팝"이라는 용어는 중서부 및 태평양 북서부에서 가장 인기가 많았으며, 응답자의 12%가 사용한 보통명사화된 상표인 "콜라"는 미국 남부에서 가장 인기가 많았다. "토닉"이라는 용어는 동부 매사추세츠주에서만 사용되지만, 그 사용은 감소하고 있다.
캐나다의 영어권 지역에서는 "팝"이라는 용어가 널리 사용되지만, 몬트리올에서는 "청량 음료"가 가장 흔한 영어 용어이다.
영국과 아일랜드에서는 "탄산 음료"라는 용어가 흔하다. "팝"과 "탄산 팝"은 잉글랜드 북부, 사우스 웨일스, 미들랜즈에서 사용되는 반면 "미네랄"은 아일랜드에서 사용된다. 스코틀랜드에서는 구어적으로 "탄산 주스" 또는 단순히 "주스"가 사용되며 "진저"도 사용된다. 호주와 뉴질랜드에서는 "청량 음료" 또는 "탄산 음료"가 일반적으로 사용된다. 남아프리카 영어에서는 "쿨 드링크"가 모든 청량 음료를 의미한다.
다른 언어에서는 "비알코올 음료"와 같은 서술적인 이름, "탄산수"와 동등한 이름, 또는 일반화된 이름 등 다양한 이름이 사용된다. 예를 들어, 체코어의 보헤미아 방언(모라비아 방언은 아님)은 레몬으로 만든 음료뿐만 아니라 모든 그러한 음료를 "리모나다"라고 부른다. 마찬가지로 슬로바키아어는 라즈베리 음료뿐만 아니라 모든 그러한 음료를 "말리노브카"("라즈베리 물")라고 부른다.

## 역사
청량 음료의 기원은 과일 맛 음료의 발전에 있다. 중세 중동에서는 샤르바트와 같은 다양한 과일 맛 청량 음료가 널리 마셔졌으며, 종종 설탕, 시럽 및 벌꿀과 같은 재료로 달게 했다. 다른 일반적인 재료로는 레몬, 사과, 석류, 타마린드, 대추, 수막, 사향, 민트 및 얼음이 포함되었다. 중동 음료는 나중에 중세 유럽에서 인기를 얻었으며, 그곳에서 "시럽"이라는 단어는 아랍어에서 파생되었다. 튜더 잉글랜드에서는 '워터 임페리얼'이 널리 마셔졌는데, 이것은 레몬 맛이 나고 주석산 수소 칼륨이 들어간 단 음료였다. '마나이스 크리스트'는 장미수, 제비꽃 또는 계피로 맛을 낸 단 코디얼이었다.
또 다른 초기 형태의 청량 음료는 탄산수 없이 물과 레몬 즙에 꿀을 넣어 단맛을 낸 레모네이드였다. 파리의 콩파니 데 리모나디에르(Compagnie des Limonadiers)는 1676년에 레모네이드 청량 음료 판매 독점권을 부여받았다. 판매원들은 등에 레모네이드 통을 짊어지고 파리 시민들에게 청량 음료 한 컵을 나누어 주었다.

### 탄산 음료

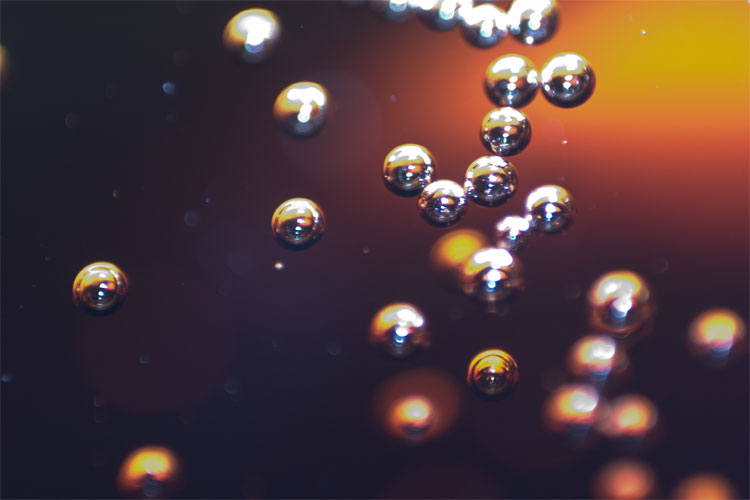
탄산 청량 음료의 표면에 떠오르는 이산화 탄소 기포들.

탄산 음료 또는 탄산수는 주로 탄산수로 구성된 음료이다. 이산화 탄소(CO2)가 액체에 용해되면 발포 또는 거품이 발생한다. 이산화 탄소는 물에 약하게 용해되므로 압력이 해제되면 기체로 분리된다. 이 과정은 일반적으로 고압으로 이산화 탄소를 주입하는 것을 포함한다. 압력이 제거되면 이산화 탄소가 작은 기포로 용액에서 방출되어 용액이 발포되거나 거품이 생긴다.
탄산 음료는 향이 첨가된 시럽과 탄산수를 혼합하여 제조된다. 탄산화 수준은 액체 부피당 CO2 5부피까지 다양하다. 진저 에일, 콜라 및 관련 음료는 3.5부피로 탄산화된다. 다른 음료, 특히 과일 맛 음료는 탄산화가 덜하다.

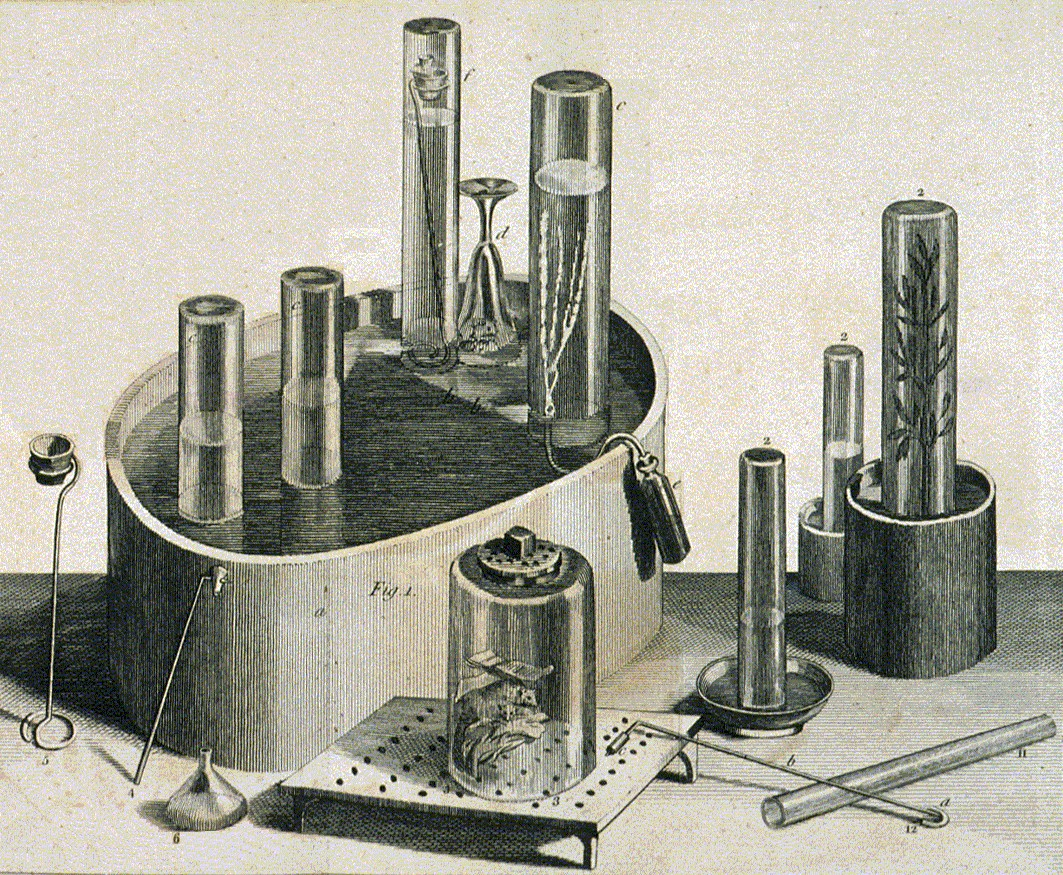
조지프 프리스틀리가 기체 및 물의 탄산화 실험에 사용한 장비

18세기 후반, 과학자들은 자연적으로 탄산화된 광천수를 재현하는 데 중요한 진전을 이루었다. 1767년, 영국인 조지프 프리스틀리는 잉글랜드 리즈의 지역 양조장에서 증류수 그릇을 맥주 통 위에 매달아 놓음으로써 탄산수를 만들기 위해 물에 이산화 탄소를 주입하는 방법을 처음으로 발견했다. 탄산수(나중에 상업적 제조에 소다 파우더를 사용했기 때문에 소다수로 알려짐)의 발명은 대부분의 청량 음료의 주요이자 결정적인 구성 요소이다.
프리스틀리는 이런 식으로 처리된 물이 유쾌한 맛을 가지고 있으며, 친구들에게 상쾌한 음료로 제공했다는 것을 발견했다. 1772년에 프리스틀리는 "고정 공기로 물을 함침시키기"(Impregnating Water with Fixed Air)라는 논문을 발표했는데, 여기서 그는 황산 (지금은 황산으로 불림)을 백악에 떨어뜨려 이산화 탄소 기체를 생성하고 그 기체가 흔들리는 물 그릇에 용해되도록 장려하는 것을 설명한다.
"10년 안에 영국과 유럽의 발명가들은 프리스틀리의 기본적인 아이디어, 즉 "고정 공기"를 얻어 물과 섞고 흔드는 방식을 활용하여 탄산수를 더 빠르고 더 많이 만들 수 있는 장치들을 만들었습니다.
이 발명가 중 한 명은 요한 야코프 슈베페라는 사람으로, 병에 든 탄산수를 판매했으며 그의 사업은 오늘날까지도 남아 있습니다."
또 다른 영국인인 존 머빈 누스는 프리스틀리의 디자인을 개선하여 약국에서 상업용으로 그의 장치를 판매했다. 스웨덴 화학자 토르베른 베리만은 황산을 사용하여 백악에서 탄산수를 만드는 생성 장치를 발명했다. 베리만의 장치는 모방 광천수를 대량 생산할 수 있게 했다. 스웨덴 화학자 옌스 야코브 베르셀리우스는 18세기 후반에 탄산수에 향미(향신료, 주스, 와인)를 첨가하기 시작했다. 맨체스터의 약제사 토머스 헨리는 1770년대부터 인공 광천수를 의약 목적으로 일반 대중에게 처음 판매했다. 그의 '뷰리 메피틱 줄렙' 제조법은 3드라크마의 화석 알칼리를 1 쿼트의 물에 넣어 "모든 알칼리 맛이 사라질 때까지 고정 공기 줄기를 주입해야 했다."
요한 야코프 슈베페는 병에 든 탄산 광천수를 제조하는 공정을 개발했다. 그는 1783년 제네바에서 탄산수 판매를 위해 슈웹스 회사를 설립했으며, 1792년에 그의 사업을 런던으로 이전했다. 그의 음료는 곧 인기를 얻었으며, 그의 새로운 후원자 중에는 이래즈머스 다윈도 있었다. 1843년에 슈웹스 회사는 말번 힐즈의 홀리웰 샘에서 말번 워터를 상업화했고, 윌리엄 4세로부터 왕실 영장을 받았다.
향료가 탄산수와 결합되는 데는 오랜 시간이 걸리지 않았다. 탄산 진저 비어에 대한 가장 이른 언급은 1809년에 출판된 양조에 관한 실용 논문(Practical Treatise on Brewing)에 있다. 당시에는 천연 또는 인공 광천수를 마시는 것이 건강에 좋은 관행으로 여겨졌으며, 금주 운동가들에 의해 장려되었다. 광천수를 판매하는 약사들은 향료가 없는 광천수에 허브와 화학 물질을 첨가하기 시작했다. 그들은 자작나무 껍질(자작나무 맥주 참고), 민들레, 사르사파릴라 뿌리, 과일 추출물 및 기타 물질을 사용했다.

### 인산 소다
미국에서 "인산 소다"라고 불리는 소다의 변형은 1870년대 후반에 나타났다. 이것은 1900년부터 1930년대까지 가장 인기 있는 소다 파운틴 음료 중 하나가 되었으며, 레몬 또는 오렌지 인산 소다가 가장 기본적인 형태였다. 이 음료는 1 US fl oz (30 ml)의 과일 시럽, 1/2 티스푼의 인산, 그리고 유리잔을 채울 충분한 탄산수와 얼음으로 구성된다. 이 음료는 약국에서 흔히 제공되었다.

### 대량 시장 및 산업화

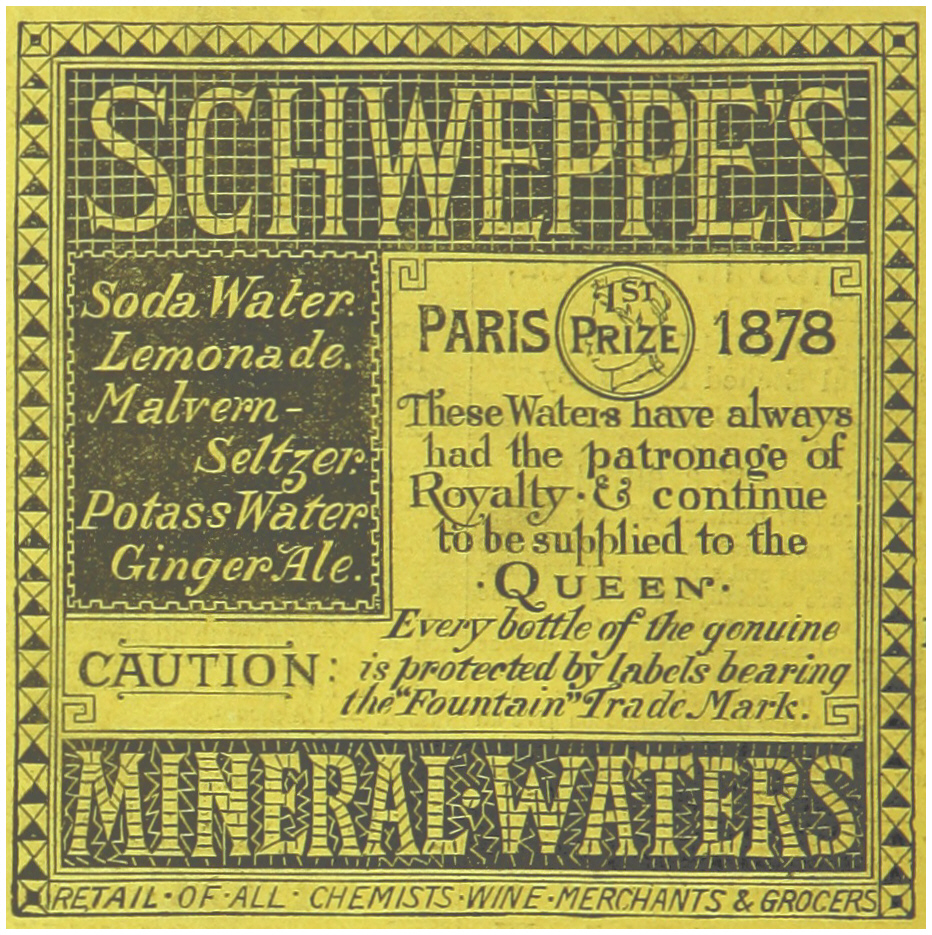
1883년 슈웹스 광천수 광고

청량 음료는 곧 의학적 기원을 넘어 대중에게 저렴하게 제공되는 널리 소비되는 제품이 되었다. 1840년대까지 런던에는 50개 이상의 청량 음료 제조업체가 있었는데, 이는 1820년대의 10개에서 증가한 수치이다. 탄산 레모네이드는 1833년 영국 식료품 판매점에서 널리 판매되었으며, 1845년에는 R. 화이트 레모네이드가 영국에서 판매되기 시작했다. 1851년 런던 하이드 파크에서 열린 1851년 만국 박람회에서 슈웹스는 공식 음료 공급업체로 지정되어 레모네이드, 진저 비어, 셀처 워터 및 소다수 백만 병 이상을 판매했다. 전시회 입구 바로 앞에는 슈웹스 소다수 분수대가 있었다.
믹서 음료는 세기 후반에 인기를 얻었다. 토닉 워터는 원래 말라리아에 대한 예방약으로서 물에 퀴닌을 첨가한 것으로, 남아시아와 아프리카의 열대 지역에 주둔한 영국 관리들이 소비했다. 퀴닌 분말이 너무 썼기 때문에 사람들은 분말을 소다와 설탕에 섞기 시작했고, 기본적인 토닉 워터가 만들어졌다. 최초의 상업용 토닉 워터는 1858년에 생산되었다. 혼합 음료인 진 토닉 또한 영국령 인도에서 유래했는데, 영국인들이 약용 퀴닌 토닉을 진에 섞어 마셨다.

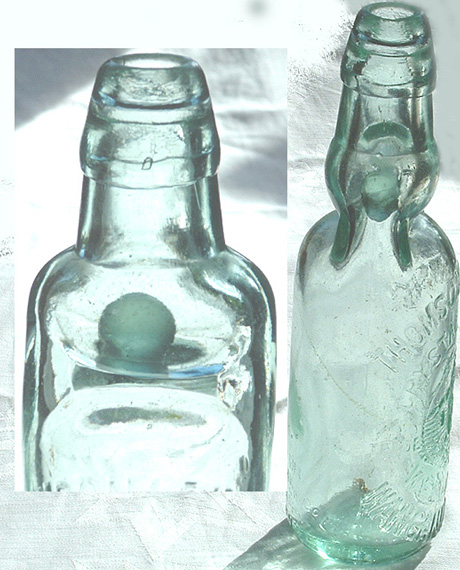
1872년에 발명된 코드 넥 병은 효과적인 밀봉을 제공하여 청량 음료가 '싱거워지는' 것을 방지했다.

청량 음료 산업의 지속적인 문제는 병의 효과적인 밀봉이 부족하다는 것이었다. 탄산 음료 병은 가스의 큰 압력을 받으므로 발명가들은 이산화 탄소나 기포가 새어나가지 않도록 최상의 방법을 찾으려 노력했다. 압력이 너무 강하면 병이 터질 수도 있었다. 히람 코드는 1870년 런던 이즐링턴의 칼레도니아 로드에 있는 작은 광천수 공장에서 일하면서 특허 받은 병입 기계를 고안했다. 그의 코드 넥 병은 목 부분에 구슬과 고무 와셔를 넣도록 설계되었다. 병은 거꾸로 채워졌고, 병 속 가스의 압력이 구슬을 와셔에 밀어붙여 탄산을 밀봉했다. 병은 구슬이 병을 열기 위해 밀려 들어가는 칸을 제공하기 위해 특수한 모양으로 꼬집혔다. 이것은 음료를 따를 때 구슬이 목 부분을 막는 것을 방지했다. 런던과 잉글랜드 남동부에서 가장 큰 청량 음료 회사였던 R. 화이트는 1887년 가격표에 딸기 소다, 라즈베리 소다, 체리 에이드, 크림 소다 등 다양한 음료를 코드의 유리 병에 담아 판매했다.

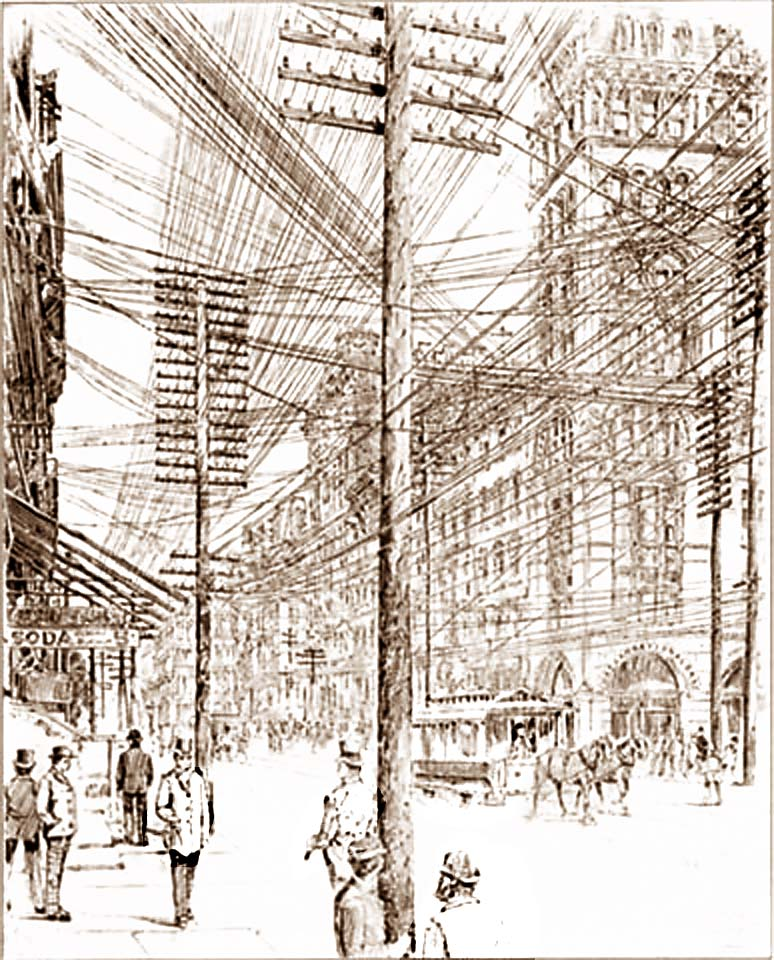
1890년의 뉴욕. 이미지 왼쪽 하단에 "SODA"라는 거리 표지판이 보인다.

1892년, 메릴랜드주 볼티모어의 기계 공장 운영자인 윌리엄 페인터는 "크라운 코르크 병 마개" 특허를 받았다. 이것은 병에 기포를 성공적으로 유지하는 최초의 병 마개였다. 1899년에는 유리병 자동 생산을 위한 유리 불기 기계에 대한 첫 특허가 발행되었다. 이전에는 모든 유리병이 손으로 불어 만들어졌다. 4년 후, 새로운 병 불기 기계가 작동하기 시작했다. 이 기계는 리비 글라스 컴퍼니의 직원인 마이클 오언스가 처음 조작했다. 몇 년 안에 유리병 생산량은 하루 1,400병에서 약 58,000병으로 증가했다.
미국에서는 처음에는 소다 분수가 더 인기가 많았고, 많은 미국인들이 매일 소다 분수를 찾았다. 1806년부터 예일 대학교 화학 교수 벤자민 실리먼은 코네티컷주 뉴헤이븐에서 소다수를 판매했다. 그는 누스 장치를 사용하여 물을 생산했다. 필라델피아와 뉴욕시의 사업가들도 19세기 초에 소다수를 판매하기 시작했다. 1830년대에는 뉴욕시의 존 매튜스와 필라델피아의 존 리핀콧이 소다 분수를 제조하기 시작했다. 두 사람 모두 성공하여 분수 제조를 위한 대규모 공장을 건설했다. 미국의 유리 산업 문제로 인해 병에 든 음료는 19세기 대부분 동안 시장의 작은 부분을 차지했다. (그러나 영국에서는 알려져 있었다. 1848년에 출판된 와일드펠 홀의 소작인에서 난봉꾼 헌팅던은 몇 달간의 방탕에서 회복한 후 정오에 깨어나 소다수 한 병을 들이켰다.)
20세기 초, 병에 든 소다 판매는 전 세계적으로 크게 증가했으며, 20세기 후반에는 캔에 든 청량 음료가 시장의 중요한 부분을 차지하게 되었다. 1920년대에는 "홈 팩"이 발명되었다. "홈 팩"은 익숙한 6개 묶음으로 된 상자이다. 자동 판매기 또한 1920년대에 등장하기 시작했다. 그 이후로 청량 음료 자동 판매기는 점점 더 인기를 얻고 있다. 전 세계적으로 이 셀프서비스 기계에서 뜨거운 음료와 차가운 음료 모두 판매된다.

## 소비
탄산음료 1인당 소비량은 전 세계적으로 상당히 다르다. 2014년 기준으로 1인당 소비량이 가장 많은 국가는 아르헨티나, 미국, 칠레, 멕시코였다. 유럽 및 미주 지역의 선진국들은 소비량이 상당히 낮았다. 미국의 연간 평균 소비량은 153.5리터로 영국(77.7리터)이나 캐나다(85.3리터)의 약 두 배였다.
최근 몇 년간 서구에서 소다 소비는 전반적으로 감소했다. 한 추정치에 따르면, 미국의 1인당 소비량은 1998년에 정점을 찍고 이후 지속적으로 감소했다. 비만증 저널에 실린 2003년부터 2014년까지의 연구에 따르면, 설탕이 든 음료를 마신 미국인의 비율은 성인의 경우 약 62%에서 50%로, 어린이의 경우 80%에서 61%로 감소했다. 이러한 감소는 비만증의 위험에 대한 인식 증가와 식단 개선을 위한 정부 노력 등 여러 요인에 기인한다.
동시에, 카메룬, 조지아, 인도, 베트남과 같은 일부 저소득 또는 중간 소득 국가에서는 소다 제조업체들이 이러한 시장을 점점 더 많이 공략하고 소비자들의 재량 소득이 증가함에 따라 소다 소비가 증가했다.

## 생산

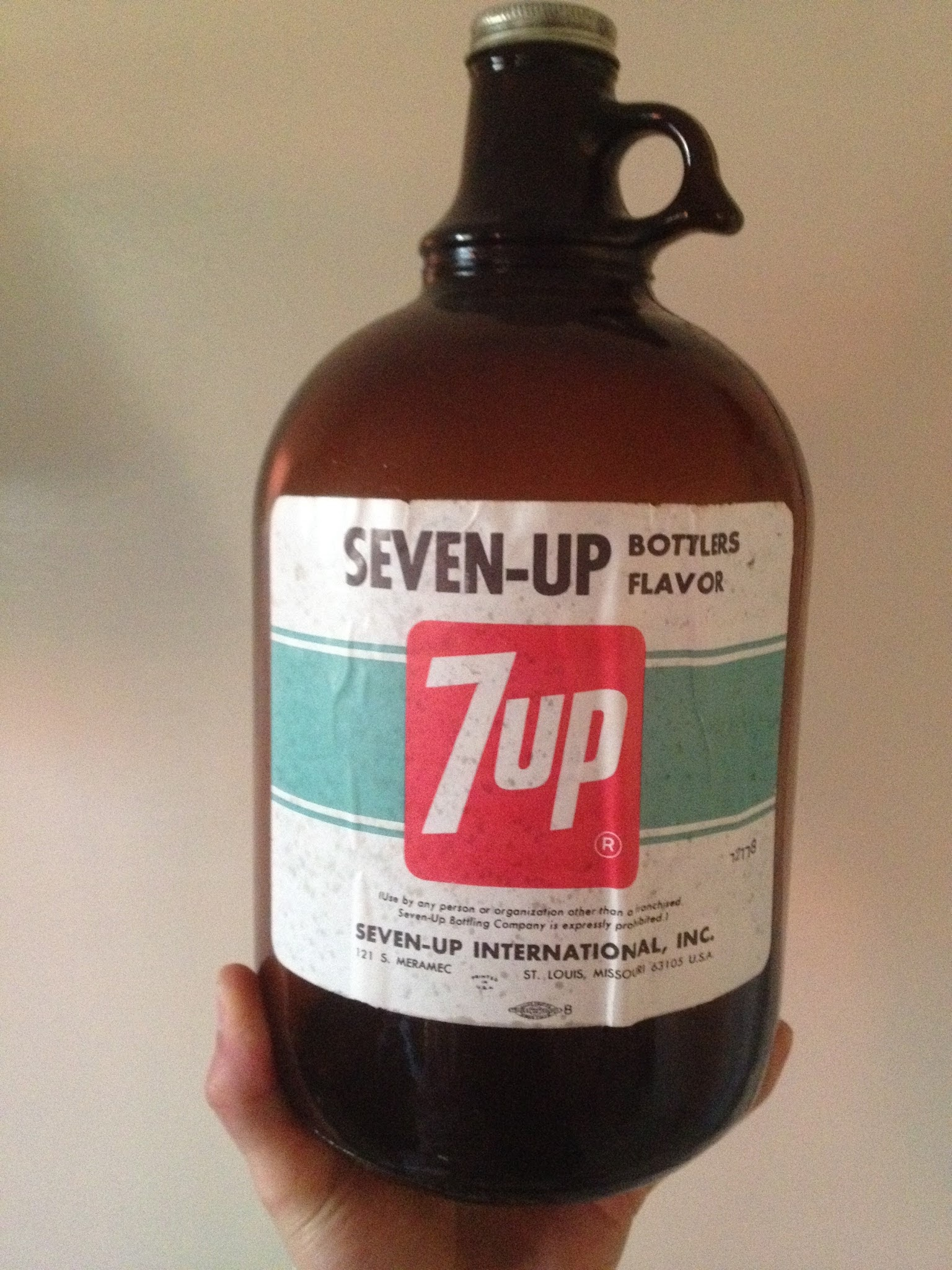
20세기 중반 세븐업 병 제조사 향료 통. 시럽 같은 농축액에는 설탕이 없었고, 소매 판매용 청량 음료를 생산하기 위해 프랜차이즈에 이러한 유리 용기에 담겨 판매되었다.

청량 음료는 건조 또는 신선한 재료를 물과 혼합하여 만든다. 청량 음료의 생산은 공장이나 집에서 할 수 있다. 청량 음료는 시럽이나 건조 재료를 탄산수와 혼합하거나 젖산 발효를 통해 집에서 만들 수 있다. 시럽은 소다클럽과 같은 회사에서 상업적으로 판매되며, 건조 재료는 인기 있는 미국 음료 혼합물인 쿨에이드 스타일로 종종 주머니에 담겨 판매된다. 탄산수는 소다 사이펀이나 가정용 탄산 시스템을 사용하거나 드라이아이스를 물에 떨어뜨려 만든다. 음료 탄산화에 사용되는 식용 이산화 탄소는 종종 암모니아 공장에서 나온다.
진저 에일이나 루트 비어 같은 음료는 효모를 사용하여 탄산화를 유발하도록 양조되는 경우가 많다.
가장 중요한 것은 성분이 모든 주요 매개변수에서 합의된 사양을 충족하는 것이다. 이는 기능적 매개변수(즉, 주요 성분의 수준)뿐만 아니라 불순물 수준, 미생물 상태, 색상, 입자 크기 등과 같은 물리적 매개변수도 포함한다.
일부 청량 음료에는 측정 가능한 양의 알코올이 포함되어 있다. 일부 오래된 제조법에서는 이것이 탄산화를 형성하는 데 사용된 자연 발효의 결과였다. 미국에서는 청량 음료(무알코올 맥주와 같은 다른 제품 포함)가 법적으로 부피당 0.5%까지의 알코올을 포함할 수 있다. 현대 음료는 탄산화를 위해 이산화 탄소를 도입하지만, 비살균 환경에서 설탕의 발효로 인해 알코올이 생성될 수 있다는 추측도 있다. 소량의 알코올은 바닐라 추출물과 같은 향료 추출물 제조에 알코올이 사용되는 일부 청량 음료에 도입된다.

## 생산자

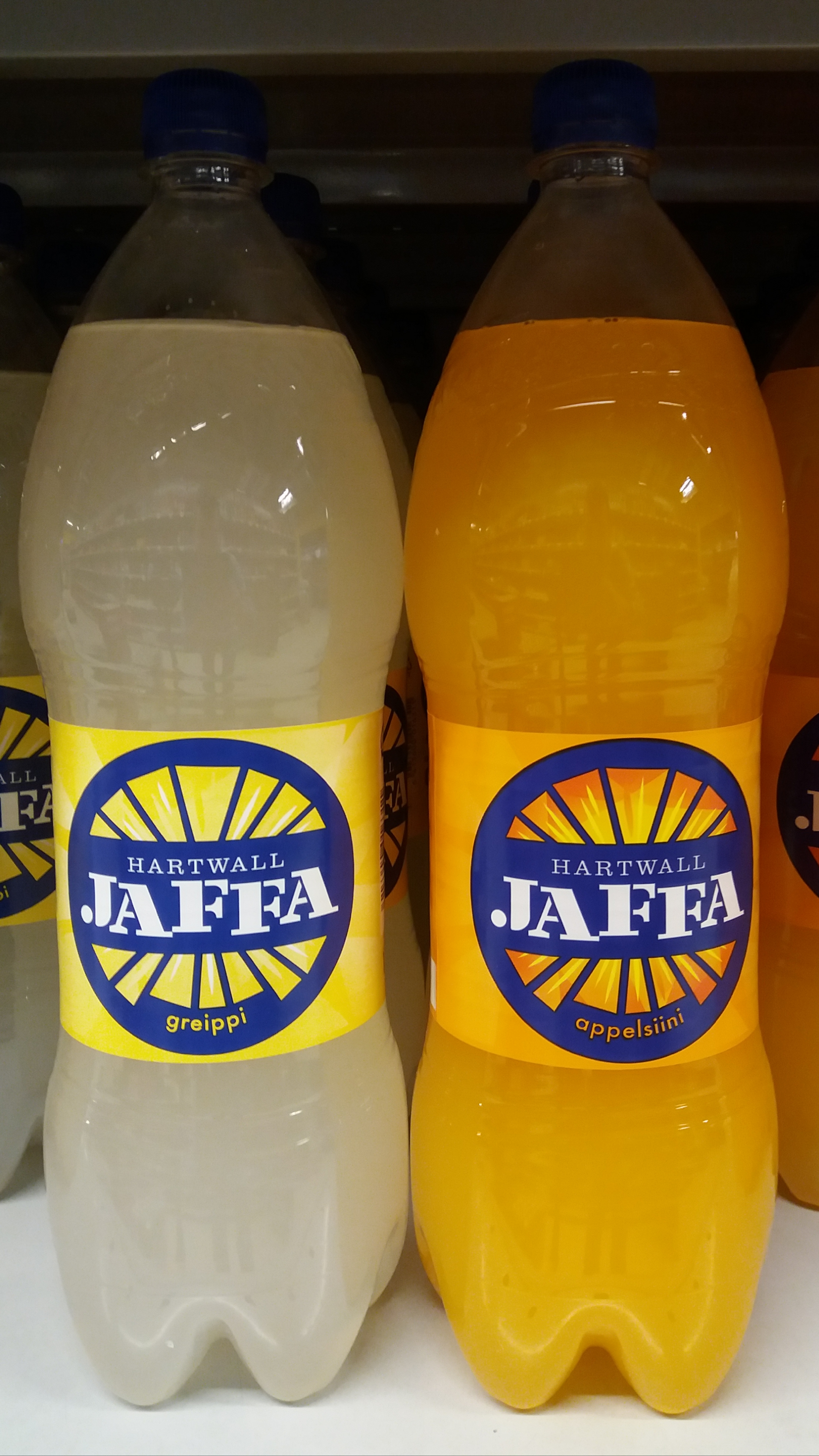
하트월 자파 청량 음료

청량 음료 산업의 시장 지배력은 국가마다 다르다. 그러나 펩시코와 코카콜라 컴퍼니는 전 세계 대부분의 지역에서 청량 음료의 두 가지 주요 생산자로 남아 있다. 북미에서는 큐리그 닥터 페퍼와 존스 소다 또한 상당한 시장 점유율을 차지하고 있다.

## 건강 문제
틀:추가 의료 인용 필요
설탕이 첨가된 청량 음료의 과도한 섭취는 비만증, 고혈압, 2형 당뇨병, 충치, 그리고 낮은 영양 수준과 관련이 있다. 몇몇 실험 연구에서는 설탕이 첨가된 청량 음료가 이러한 질병에 잠재적으로 기여할 수 있다는 점을 보고했지만, 다른 연구에서는 상반된 정보를 보여준다. 2013년 체계적 고찰의 체계적 고찰에 따르면, 이해충돌이 보고되지 않은 체계적 고찰의 83.3%는 설탕이 첨가된 청량 음료 섭취가 체중 증가의 잠재적 위험 요소가 될 수 있다고 결론지었다.

### 비만과 체중 관련 질병
1977년부터 2002년까지 미국인들은 가당 음료 소비를 두 배로 늘렸다—이러한 경향은 비만 유병률의 두 배 증가와 병행되었다. 설탕이 첨가된 청량 음료의 소비는 체중 및 비만과 관련이 있으며, 소비량 변화는 체중 변화를 예측하는 데 도움이 될 수 있다.
설탕이 첨가된 청량 음료의 섭취는 또한 당뇨병, 대사 증후군 및 심혈관 위험 인자를 포함한 많은 체중 관련 질병과 관련될 수 있다.

### 충치

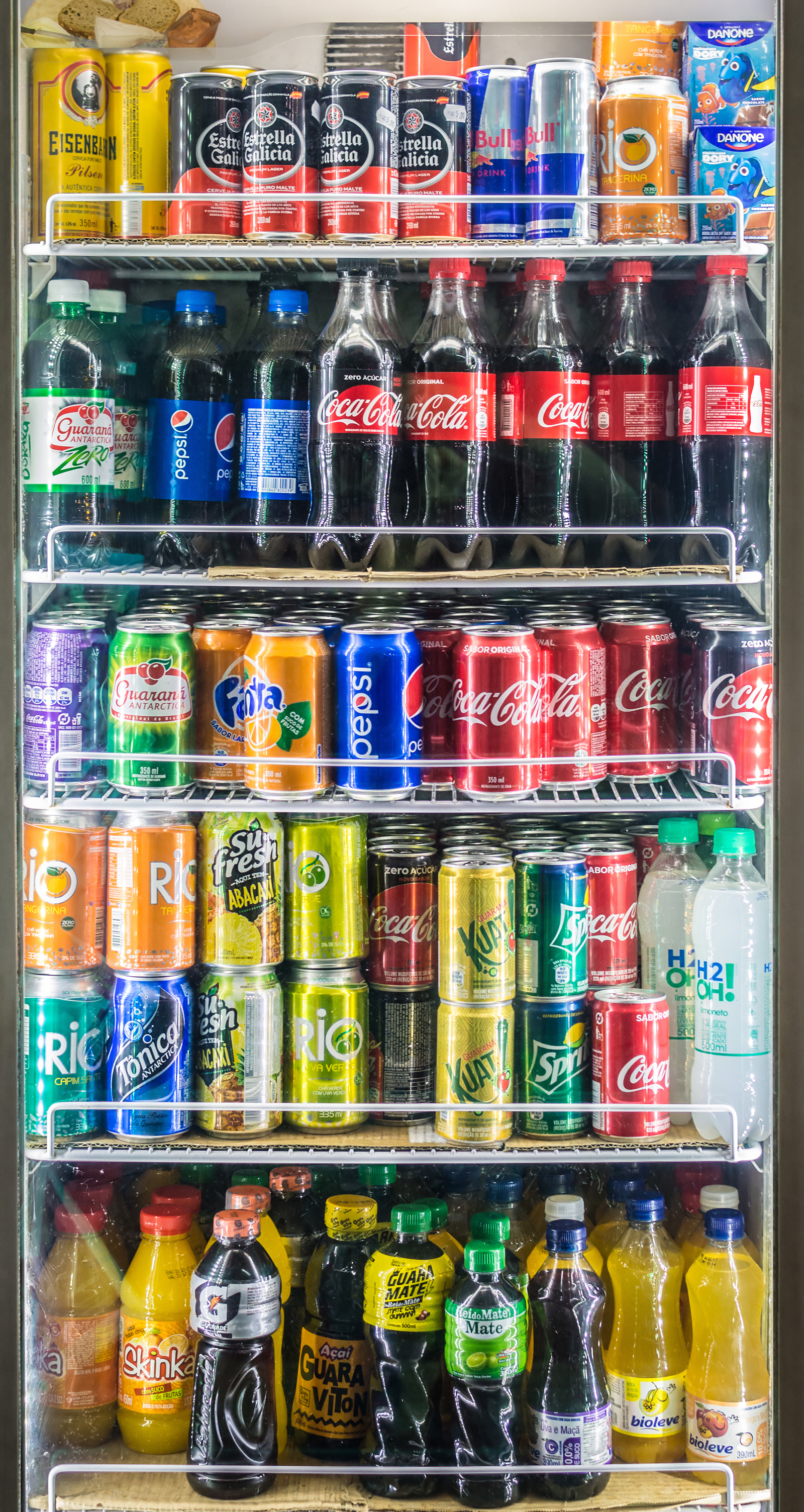
브라질의 냉장고에 진열된 차가운 청량 음료

대부분의 청량 음료에는 높은 농도의 단순 탄수화물: 포도당, 과당, 수크로스 및 기타 단순당이 포함되어 있다. 구강 박테리아가 탄수화물을 발효시켜 치아 에나멜을 녹이고 충치를 유발할 수 있는 산을 생성한다면, 단 음료는 충치의 위험을 증가시킬 수 있다. 소비 빈도가 높을수록 위험은 더 커질 것이다.
많은 탄산음료는 산성인데, 이는 많은 과일, 소스 및 기타 식품과 마찬가지다. 산성 음료를 장기간 마시고 계속 홀짝거리는 것은 치아 에나멜을 침식할 수 있다. 2007년 연구에 따르면 일부 향이 첨가된 스파클링 워터는 오렌지 주스만큼 또는 그 이상으로 부식성이 강하다.
치과의사는 종종 음료가 치아와 많이 접촉하지 않도록 빨대를 사용하는 것을 권장한다. 또한 청량 음료를 마신 직후 양치질은 약화된 에나멜에 칫솔의 기계적 작용으로 인한 추가적인 침식을 초래할 수 있으므로 피해야 한다고 제안되었다.

### 골밀도 및 골 소실
수천 명의 남성과 여성을 대상으로 한 2006년 연구에 따르면, 콜라 기반 소다를 정기적으로 마신 여성(하루 3잔 이상)은 콜라를 마시지 않은 여성에 비해 고관절의 골밀도(BMD)가 약 4% 유의하게 낮았다. 이 연구는 콜라 소다의 정기적인 섭취가 남성의 BMD에 유의미한 영향을 미치지 않는다는 것을 발견했다.

### 벤젠
2006년, 영국 식품기준청은 청량 음료의 벤젠 수치에 대한 조사 결과를 발표했는데, 150개 제품을 테스트하여 4개 제품에서 세계보건기구 (WHO) 음용수 지침을 초과하는 벤젠 수치가 발견되었다.
미국 식품의약국은 안식향산염과 아스코르브산 또는 에리토르브산을 함유한 여러 청량 음료에 대한 자체 테스트 결과를 발표했다. 테스트한 음료 5개에서 환경보호청의 권장 기준인 5 Ppb를 초과하는 벤젠 수치가 나타났다. 2006년 기준으로 FDA는 "현재까지 청량 음료 및 기타 음료에서 발견된 벤젠 수치는 소비자에게 안전 문제를 일으키지 않는다고" 믿는다고 밝혔다.

### 신장 결석
2013년 《미국 신장 학회 임상 저널》에 발표된 연구에 따르면, 청량 음료 섭취는 신장 결석 발생 위험을 23% 높이는 것과 관련이 있다고 결론지었다.

### 사망률, 순환기 및 소화기 질환
2019년 유럽인 451,743명을 대상으로 한 연구에서 하루 2잔 이상 청량 음료를 마신 사람들은 한 달에 한 잔 미만으로 마신 사람들보다 모든 원인 사망률이 높을 가능성이 컸다. 인공 감미료 음료를 마신 사람들은 심혈관 질환의 위험이 더 높았고, 설탕이 첨가된 음료를 마신 사람들은 소화기 질환을 앓을 위험이 더 높았다.

## 정부 규제

### 학교
적어도 2006년부터 고칼로리 청량 음료 자동 판매기를 학교에 허용해야 하는지에 대한 논쟁이 고조되었다. 청량 음료 자동 판매기 반대론자들은 청량 음료가 소아 비만과 충치의 중요한 원인이며, 학교에서 청량 음료 판매를 허용하는 것은 아이들이 적당량에서 다량으로 소비해도 안전하다고 믿게 만든다고 주장한다. 반대론자들은 또한 학교가 돌보는 아이들의 건강을 책임져야 하며, 아이들이 청량 음료에 쉽게 접근하도록 허용하는 것은 그 책임을 위반하는 것이라고 주장한다. 자동 판매기 찬성론자들은 비만이 복잡한 문제이며 청량 음료만이 유일한 원인이 아니라고 믿는다. 2011년 캘리포니아에서 청량 음료에 세금을 부과하는 법안은 실패했는데, 일부 반대하는 의원들은 어린이의 음료 선택은 정부가 아닌 부모의 책임이라고 주장했다.
2006년 5월 3일, 얼라이언스 포 헬티어 제너레이션(Alliance for a Healthier Generation), 캐드버리 슈웹스, 코카콜라 컴퍼니, 펩시코, 그리고 미국 음료 협회는 모든 미국 학교에서 고칼로리 청량 음료를 자발적으로 제거하는 새로운 지침을 발표했다.
2006년 5월 19일, 영국 교육부 장관 앨런 존슨은 학교 급식에 대한 새로운 최소 영양 기준을 발표했다. 광범위한 조치 중 2006년 9월부터 학교 급식에는 탄산음료가 포함되지 않는다. 또한 학교는 자동 판매기와 매점에서 (탄산음료를 포함한) 정크푸드 판매를 중단할 것이다.
2008년, 사만다 K. 그라프는 《미국 정치 및 사회 과학 학회 회보》(Annals of the American Academy of Political and Social Science)에 "학교에서 식품 및 음료 마케팅 제한의 제1수정안 함의"라는 제목의 기사를 발표했다. 이 기사는 공립학교에서 소다 판매 및 마케팅을 제한하는 학교 구역의 정책과 특정 정책이 어떻게 제1수정안 위반을 초래할 수 있는지를 검토한다. 구역 예산 삭감과 주정부 자금 손실로 인해 많은 학교 구역에서는 추가 수입을 위해 상업 기업이 공립학교 학생들에게 제품(정크 푸드 및 소다 포함)을 마케팅하고 광고하는 것을 허용한다. 정크 푸드 및 소다 회사는 많은 공립학교 캠퍼스 전체의 자동 판매기에 대한 독점권을 획득했다. 기업 마케팅 및 광고를 반대하는 학교 관계자들은 학교 관계자들에게 기업이 학교 학생들에게 제품을 홍보, 마케팅, 판매할 수 있는 권한을 제한하거나 축소할 것을 촉구한다. 1970년대에 대법원은 광고가 표현의 자유의 한 형태가 아니라 정부가 규제해야 하는 상업 행위의 한 형태라고 판결했다. 1976년 버지니아 주립 약학위원회 대 버지니아 소비자 자문회 사건( Virginia State Board of Pharmacy v. Virginia Citizens Consumer Council)에서 대법원은 광고 또는 "상업 연설"이 어느 정도 제1수정안에 따라 보호된다고 판결했다. 기업에 의한 제1수정안 도전을 피하기 위해 공립학교는 특정 제품 판매 및 광고를 제한하는 계약을 체결할 수 있다. 공립학교는 또한 기업의 표현의 자유를 침해하지 않으면서 캠퍼스 내 모든 음식 및 음료 제품 판매를 금지할 수 있다.
2010년 12월 13일, 오바마 대통령은 연방 기금을 받는 학교가 학생들에게 건강한 간식과 음료를 제공하도록 의무화하는 건강하고 배고픔 없는 아동법 2010 (2014년 발효)에 서명했다. 이 법은 학생들에게 청량 음료 판매를 금지하고 학교가 물, 향이 없는 저지방 우유, 100% 과일 및 채소 음료 또는 무설탕 탄산 음료와 같은 더 건강한 선택지를 제공하도록 요구한다. 학생들에게 제공되는 1회 제공량은 연령에 따라 달라지는데: 초등학교는 8온스, 중고등학교는 12온스이다. 이 법의 지지자들은 새로운 의무가 학생들이 학교에서 건강한 음료 선택을 더 쉽게 할 수 있도록 할 것이라고 예측한다.
2015년, 테리-맥엘라스와 동료들은 《미국 예방 의학 저널》(American Journal of Preventive Medicine)에 일반 소다 정책과 그것이 학교 음료 가용성 및 학생 소비에 미치는 영향에 대한 연구를 발표했다. 이 연구의 목적은 2014~2015학년도에 시작된 프로그램의 효과를 판단하는 것이었다. 이 프로그램은 연방 환급 대상 급식 프로그램에 참여하는 학교가 모든 경쟁 판매처(알라카르트 식당 판매, 자동 판매기, 상점/매점/카트)에서 건강에 해로운 음료를 제거하도록 요구하며, 이는 학교 내 건강에 해로운 음료의 가용성과 학생 소비에 영향을 미친다. 이 연구는 소다 금지를 의무화하는 주 및 교육구 수준 정책을 분석했으며, 주 차원의 금지는 학교 내 소다 가용성을 유의미하게 낮추는 것과 관련이 있지만 교육구 차원의 금지는 유의미한 관련성을 보이지 않았다. 또한 주 정책과 학생 소비 사이에는 유의미한 상관관계가 관찰되지 않았다. 학생 집단 중에서는 주 정책이 학교 내 소다 가용성을 유의미하게 낮추는 것과 직접적으로 관련이 있었고, 학생 소비를 낮추는 것과 간접적으로 관련이 있었다. 다른 학생 집단에서는 동일한 결과가 관찰되지 않았다.

### 조세
미국에서는 입법자, 보건 전문가, 소비자 옹호자들이 미국인의 비만 확산과 전반적인 건강에 미치는 해로운 영향을 억제하기 위해 청량 음료 및 기타 단맛 제품 판매에 더 높은 세금을 부과하는 것을 고려하고 있다. 일부는 더 높은 세금이 소다 소비를 줄이는 데 도움이 될 수 있다고 추측한다. 다른 사람들은 세금이 과도한 청량 음료 소비의 건강에 해로운 영향에 대한 소비자 인식을 높이는 교육 자금을 지원하고, 과소비로 인한 질병 치료 비용을 충당하는 데도 도움이 되어야 한다고 말한다. 식품 및 음료 산업은 2000년 이후 입법자들에게 5천만 달러 이상을 기부하여 워싱턴 D.C.에서 상당한 영향력을 행사하고 있다.
2013년 1월, 영국 로비 단체는 설탕이 든 탄산 음료의 가격을 인상하고, 이렇게 모금된 돈(리터당 20펜스 기준으로 약 10억 파운드로 추정)을 독립적인 기관이 감독하는 "어린이 미래 기금"에 투자하여 어린이들이 학교에서 건강하게 식사하도록 장려할 것을 요구했다.
2017년 사우디아라비아, 아랍에미리트, 바레인은 상품의 과도한 소비를 억제하고 추가 수익을 위해 청량 음료에 50%의 세금, 에너지 음료에 100%의 세금을 부과했다.

### 금지 시도
2013년 3월, 뉴욕시 시장 마이클 블룸버그는 편의점과 슈퍼마켓을 제외한 곳에서 16온스 이상의 비다이어트 청량 음료 판매를 금지하는 법안을 제안했다. 이 금지령에 대한 소송은 주 판사에 의해 지지되었는데, 그는 금지령이 "자의적이고 변덕스러운 결과로 가득 차 있다"는 우려를 표명했다. 블룸버그는 이 판결에 항소할 것이라고 발표했다. 주 항소 법원은 원심 법원의 결정을 지지했고, 2021년 현재까지 금지령은 시행되지 않고 있다.
2022년, 치솟는 비만과 당뇨병률 속에서 멕시코의 오아하카 주는 코카콜라를 포함한 설탕 음료 판매 금지령을 시행했지만, 제대로 시행되지 않았다.

## 같이 보기
- 스포츠 음료
- 에너지 음료
- 음료
- 탄산수
- 주스